# 宁波木犀
宁波木犀（学名：Osmanthus cooperi），为木犀科木犀属下的一个种。

## 扩展阅读
維基物種上的相關：宁波木犀